# Stefan Chojnacki

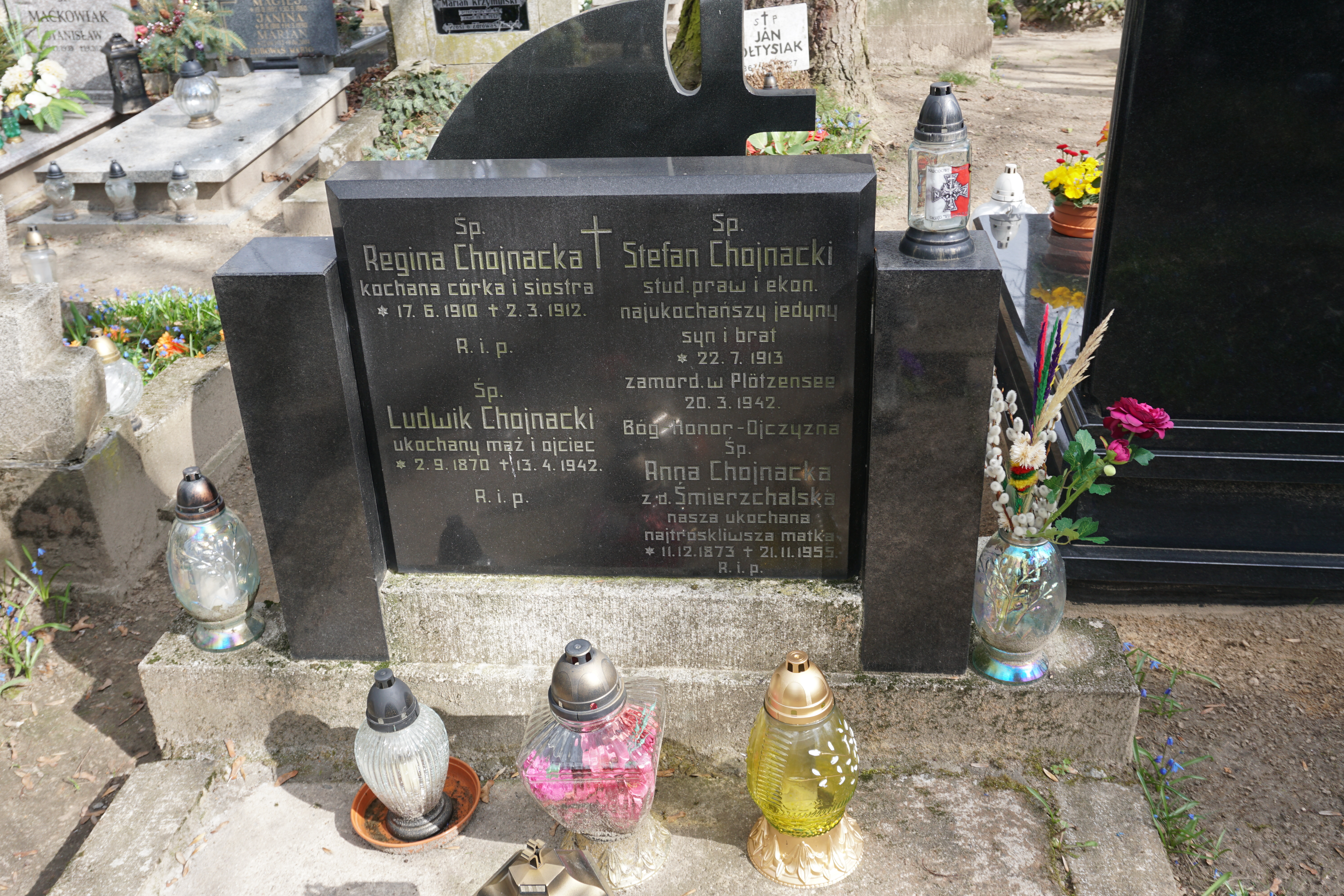
Symboliczny grób Stefana Chojnackiego na cmentarzu Jeżyckim w Poznaniu

Stefan Chojnacki ps. „Grom” (ur. 22 lipca 1913 w Poznaniu, zm. 20 marca 1942 w Berlinie) – polski dziennikarz, działacz polityczny, nauczyciel, kierownik referatu organizacyjnego w Zarządzie Grodzkim SN w Poznaniu.

## Życiorys

### Życie prywatne i wykształcenie
Stefan Chojnacki urodził się w Poznaniu, a jego rodzicami byli Ludwik Chojnacki, robotnik oraz Anna z domu Śmierzchalska. W rodzinnym mieście uczęszczał do gimnazjum Karola Marcinkowskiego, a od 1933 do gimnazjum w Inowrocławiu i w którym otrzymał świadectwo maturalne. Później był studentem Wydziału Prawno-Ekonomicznego Uniwersytetu Poznańskiego.

### Zaangażowanie polityczne
Podczas studiów był członkiem Związku Akademickiego Młodzież Wszechpolska, związanego ideowo z endecją oraz Bratniej Pomocy. W „Gazecie Wągrowieckiej” był w 1932 redaktorem odpowiedzialnym. Od 1935 do 1936 wydawał miesięcznik „Orlęta”, będący nieoficjalnym organem tajnej endeckiej organizacji młodzieżowej, która istniała na terenie szkół średnich nazywając się Narodową Organizacją Gimnazjalną. W miejscu zamieszkania zajmował we władzach  Stronnictwa Narodowego od 1935 do 1939 szereg odpowiedzialnych funkcji należąc między innymi do organizatorów Straży Porządkowej, która była paramilitarną organizacją SN w województwie poznańskim. We władzach Stronnictwa zwolennik grupy T. Wróbla i linii totalitarnej.

### Okres II wojny światowej
Był w grupie działaczy endeckich, którzy powołali jesienią 1939 w Poznaniu konspiracyjny Zarząd Okręgowy SN. Będąc członkiem Zarządu z zakresem działania na woj. poznańskie organizował zaczątki podziemnych placówek SN i był także kierownikiem dzielnicy Śródmieście. Był jednym z redaktorów konspiracyjnego pisma "Wiadomości Radiowe". Komendant miasta po Antonim Wolniewiczu, a stanowisko objął w kwietniu 1940. Używał pseudonimu „Grom”. Posługiwał się także pseudonimem Wiktor Frysiak, które nawiązywało do imienia i nazwiska jego narzeczonej – Wiktorii Frysiak. Był członkiem Straży Obywatelskiej w Poznaniu oraz współorganizatorem Narodowej Organizacji Bojowej. Rozbudowywał struktury organizacyjne, prowadził przygotowania do zbrojnego powstania oraz nadzorował działalność wywiadowczą. Wraz z innymi działaczami Zarządu Okręgowego SN 11 grudnia 1940 został aresztowany przez Gestapo. Był więziony w celi nr 64 Fortu VII w Poznaniu, we Wronkach oraz w Plötzenzee k. Berlina. 17–18 grudnia 1941 w budynku Sądu Krajowego w Poznaniu odbyła się specjalna rozprawa. Drugi Senat Karny Trybunału Ludowego w Berlinie (Volksgerichtshof Berlin) na sesji wyjazdowej w Poznaniu na podstawie § 15 ust. 1 rozporządzenia o wprowadzeniu niemieckiego prawa karnego na przyłączonych terenach wschodnich skazał Chojnackiego na karę śmierci oraz pozbawienie praw obywatelskich. Taki sam wyrok usłyszało ośmiu współpracowników Chojnackiego z organizacji: Antoni Wolniewicz, Stefan Piotrowski, Józefat Sikorski, Bolesław Koteras, Jerzy Kurpisz, Józef Przybyła, Mścisław Frankowski oraz Władysław Grządzielski. Chojnacki był dodatkowo oskarżony o użycie broni. Wyrok na Stefanie Chojnackim został wykonany poprzez ścięcie gilotyną 20 marca 1942 o godz. 5:48 w więzieniu Plötzenzee k. Berlina. Jego symboliczny grób znajduje się na cmentarzu Jeżyckim w Poznaniu (kwatera L, rząd 44, miejsce 28).

### Listy
Ostatniej nocy przed egzekucją Stefan Chojnacki napisał cztery listy do swojej rodziny. Adresatami wiadomości były siostry Władysława i Monika, rodzice oraz narzeczona Wiktoria. Listy ukazują Chojnackiego jako człowieka, który postrzegał śmierć jako naturalną konsekwencję obranej drogi konspiratora, zgodnie z przyjętym mottem „Słodko i zaszczytnie jest umrzeć za ojczyznę”. Dla Chojnackiego do czasu uwięzienia najważniejsza była działalność polityczna i konspiracyjna dla dobra państwa. Jednak gdy życie się kończyło, skazany koncentrował się na dwóch relacjach, które miały dla niego ogromne znaczenie i na które miał jeszcze wpływ – na relacji z bliskimi ludźmi i Bogiem. Był głęboko przekonany o istnieniu życia po śmierci. Listy zostały opublikowane w artykule Ludwiki Majewskiej „Noc przed egzekucją. Ostatnie listy Stefana Chojnackiego do rodziny”.

### Upamiętnienie
Stefan Chojnacki jest bohaterem odcinka „Historia miłości zapomnianego bohatera z Poznania" na kanale Forum Romanum.